# 山口県道314号徳佐停車場線
山口県道314号徳佐停車場線（やまぐちけんどう314ごう とくさていしゃじょうせん）は、山口県山口市を通る一般県道である。

## 概要
JR西日本山口線 徳佐駅から国道9号に至る。

### 路線データ
- 起点：山口市阿東徳佐中（JR西日本 山口線徳佐駅前）
- 終点：山口市阿東徳佐中（徳佐駅前交差点、国道9号交点）

## 歴史
- 1958年（昭和33年）10月1日 - 山口県告示第644号の2号により路線認定[1]。
- 1972年（昭和47年）頃 - 現行の県道番号に変更される。
- 2010年（平成22年）1月16日 - 阿武郡阿東町が山口市に編入したことに伴い起点および終点の地名表記が変更される（阿武郡阿東町徳佐中→山口市阿東徳佐中）。

## 地理

### 通過する自治体
- 山口県
  - 山口市

### 交差する道路
| 交差する道路 | 交差する場所 | 交差する場所          |
| ------------ | ------------ | --------------------- |
| 国道9号      | 阿東徳佐中   | 徳佐駅前交差点 / 終点 |

### 沿線
- JR西日本山口線 徳佐駅
- 徳佐郵便局
- 山口県立山口高等学校徳佐分校
- 山口市立徳佐小学校
- 山口市立阿東東中学校